# کاخ شهربانی (تهران)
کاخ شهربانی ساختمانی است که در سال ۱۳۱۵ در میدان مشق (باغ ملی) در مرکز شهر تهران برای اداره شهربانی تهران ساخته شد. وزارت امور خارجه ایران در سال ۱۳۸۱ کاخ شهربانی را از نیروی انتظامی جمهوری اسلامی خریداری نمود و پس از بازسازی آن در دهه گذشته، این ساختمان را با نام ساختمان شماره ۹ وزارت خارجه مورد بهره‌برداری اداری خود قرار داد. در دوره‌ای این ساختمان با نام ساختمان شهربانی کل کشور نیز خوانده می‌شد.

## پیشینه
با روی کار آمدن رضاشاه نیاز به راه‌اندازی نهادهای مدرن مانند بانک‌ها، دادگستری، ثبت احوال، اداره‌های دولتی و مانند آن‌ها به گونهٔ روزافزونی احساس می‌شد؛ اما طراحی و اجرای ساختمان این‌گونه نهادها با روش‌های سنتی عملاً ممکن نبود زیرا این‌گونه نهادها نیازمند معماری و فضاهای خاص خود بودند. معمارانی که در این دوره از پیشروان آوردن معماری اروپایی به تهران بودند، یا خود شهروندان اروپایی بودند یا دانش‌آموختگان دانشگاه‌های اروپا. این معماران گونه‌ای نوین از معماری را پدیدآوردند که می‌توان با اغماض آن را «معماری نئوکلاسیک ایرانی» نامید. بر پایه این گونه از معماری درون و سازه ساختمان بر پایه معماری مدرن طراحی شده اما در تزئینات و نماسازی‌هایش از معماری ایران باستان بهره گرفته می‌شد. کاخ شهربانی نمونهٔ برجسته‌ای برای این گونه معماری است. نما، سرستون‌های با نماد جانوران اساطیری، سنگتراشی‌ها و نقش سربازان هخامنشی و سنگ نبشته‌ها این ساختمان کاملاً از روی معماری دوران هخامنشی از تخت جمشید الگوبرداری شده است و و پلکان دو سویه سنگی آن یادآور معماری کاخ آپادانا است. معماران در آن دوره می‌کوشیدند «شکوه از دست رفته» ایران را با الگو گرفتن از معماری باستان بازسازی کنند. این ساختمان کامل‌ترین نمونه برداری از کاخ‌های پارسه و تخت جمشید است.

## معماری
سازنده این کاخ قلیچ باقلیان و طراح آن معمار برجسته ارمنی گابریل گورکیان بود.
سبک معماری این ساختمان، سبک ملی یا نئوکلاسیک رضاشاهی است که آمیزه‌ای از معماری پیش از اسلام و معماری قاجاری و برخی عناصر معماری اروپایی است. این نوع معماری در آن دوره برای مدتی در ایران رایج بود. ساختمان شهربانی بهترین و کامل‌ترین نمونه از این شیوه معماری است. ساخت بنا از سال ۱۳۱۲ آغاز شده و در پایان سال ۱۳۱۴ به انجام می‌رسد.
این ساختمان نزدیک به ۲۱ هزار متر مربع زیربنا دارد که در سه طبقه بنا نهاده شده است. فضای درونی آن با گچبری و آینه‌کاری کار شده و فضای برونی آن نیز نقش‌های برجسته روی بدنه و ستون‌ها و تندیس‌های الهام گرفته از معماری دوران هخامنشی است.

## نگارخانه

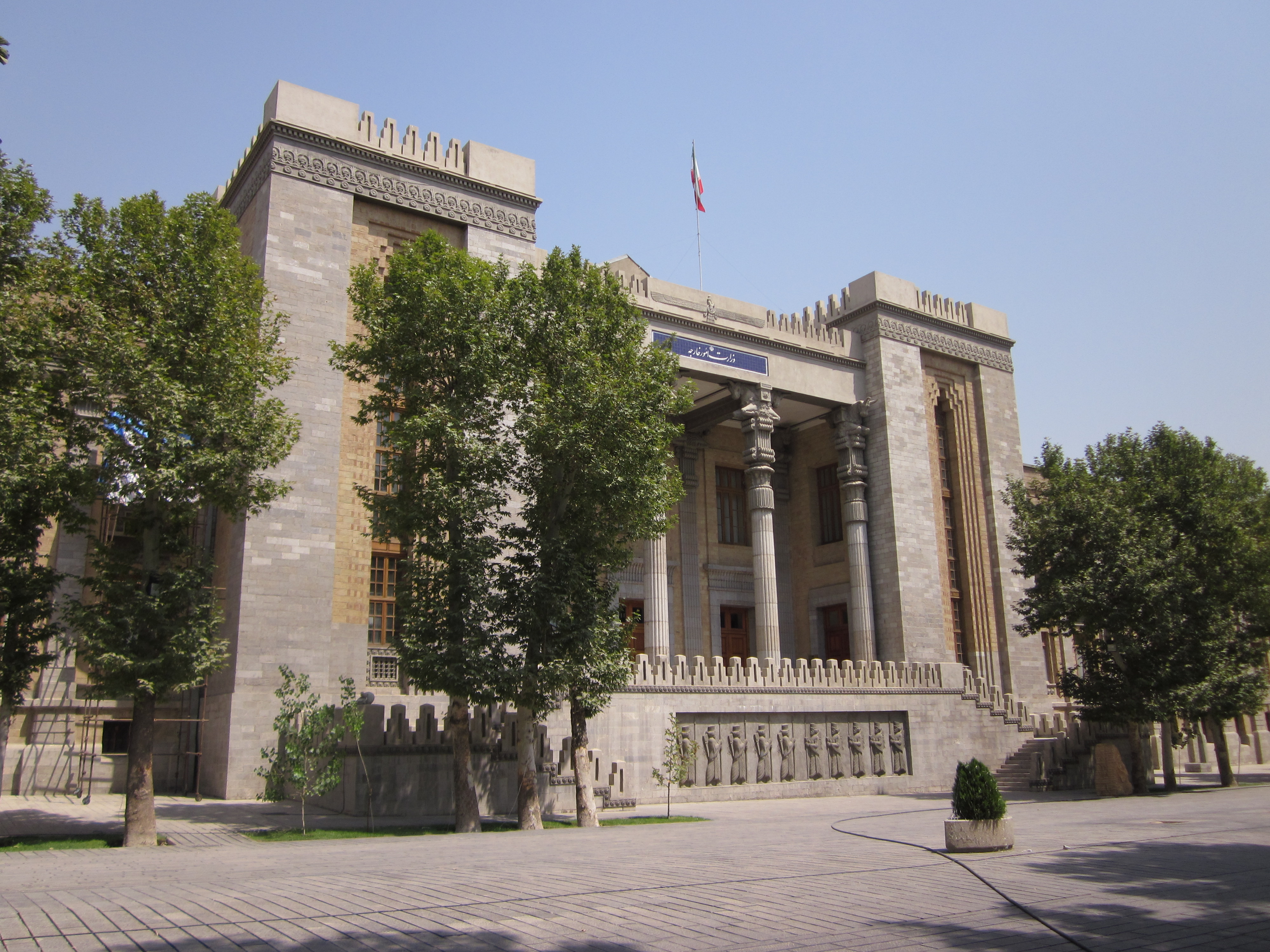
نمای از سردر کاخ شهربانی
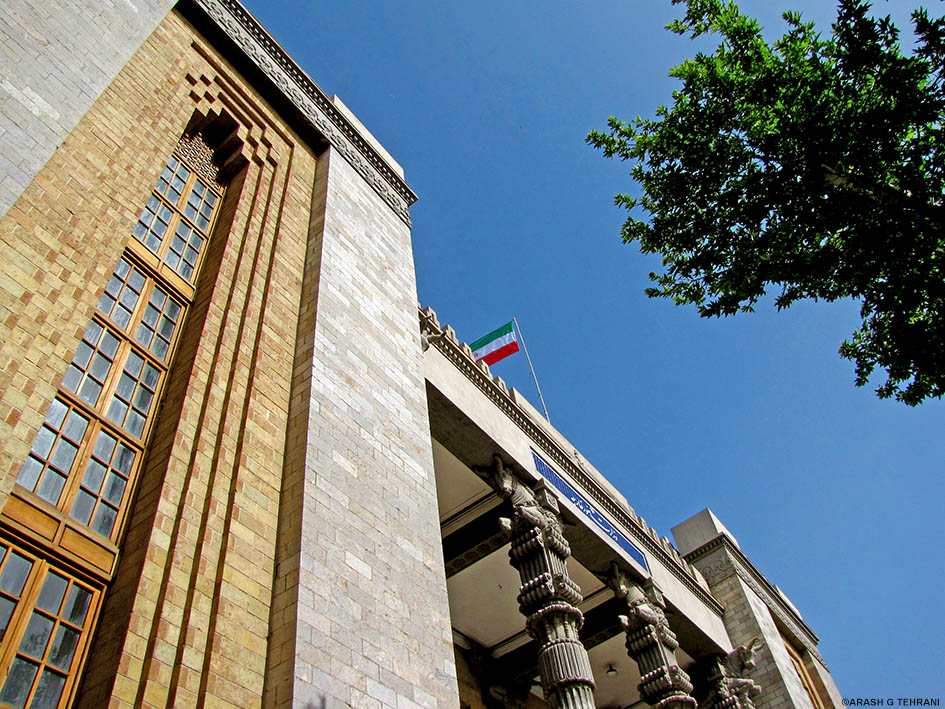
کاخ شهربانی - وزارت امور خارجه
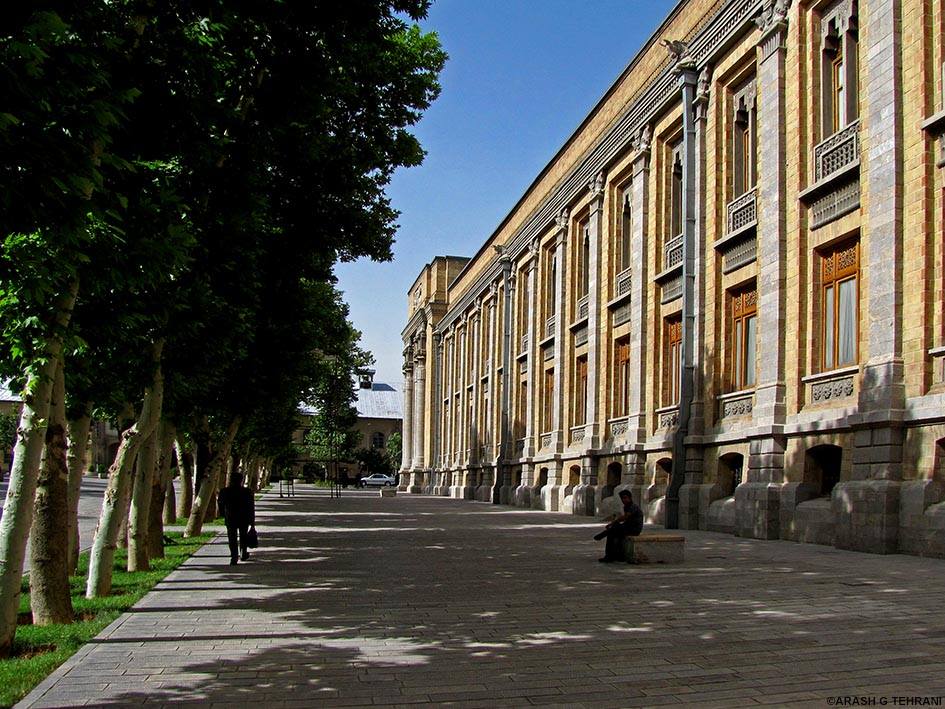
کاخ شهربانی - وزارت امور خارجه
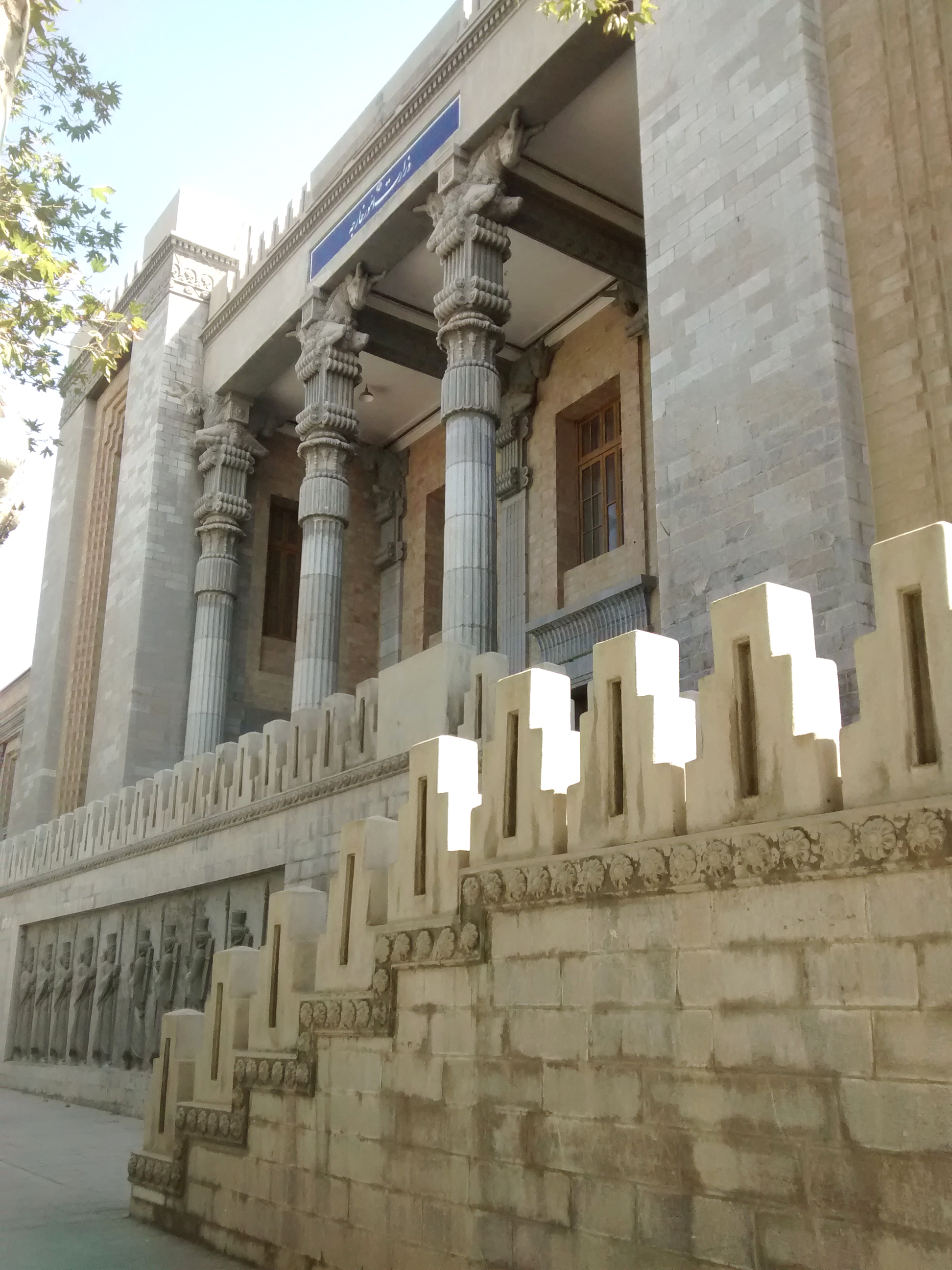
کنگره‌ها
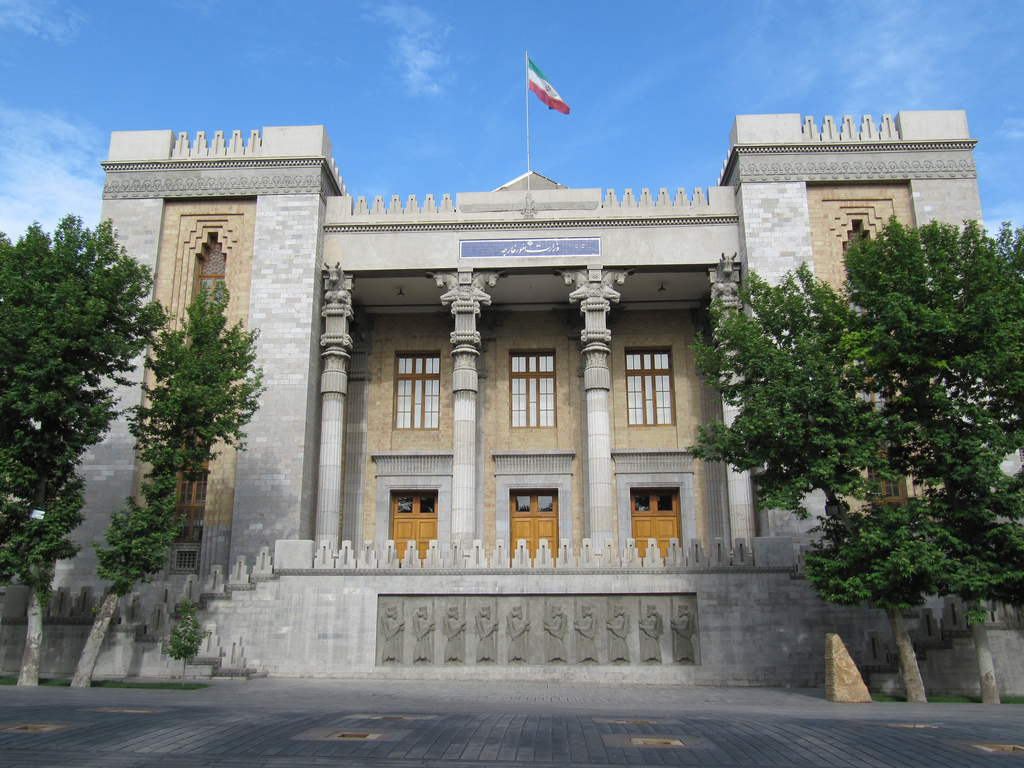
نمای روبروی کاخ شهربانی
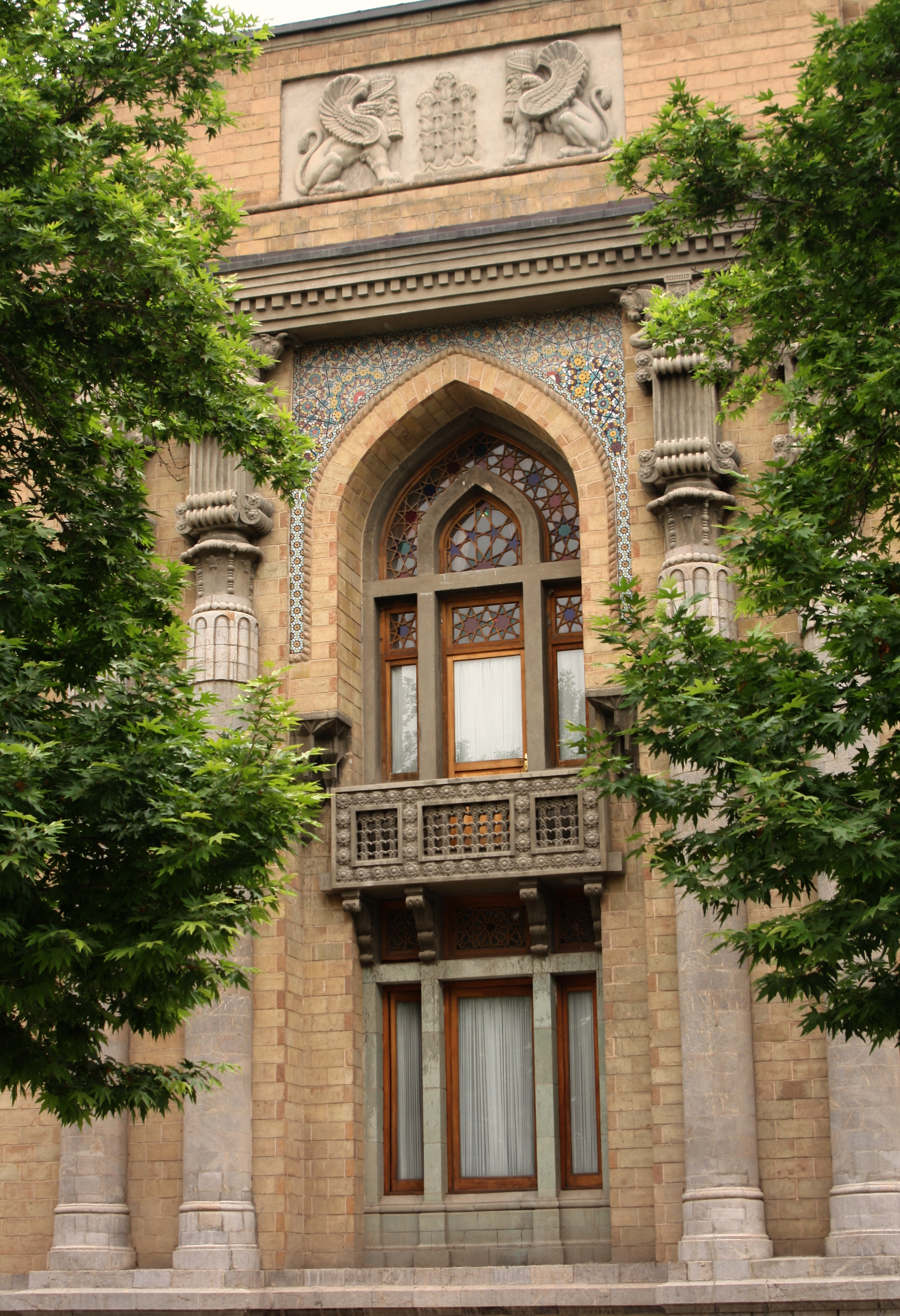
پنجره و بالکن
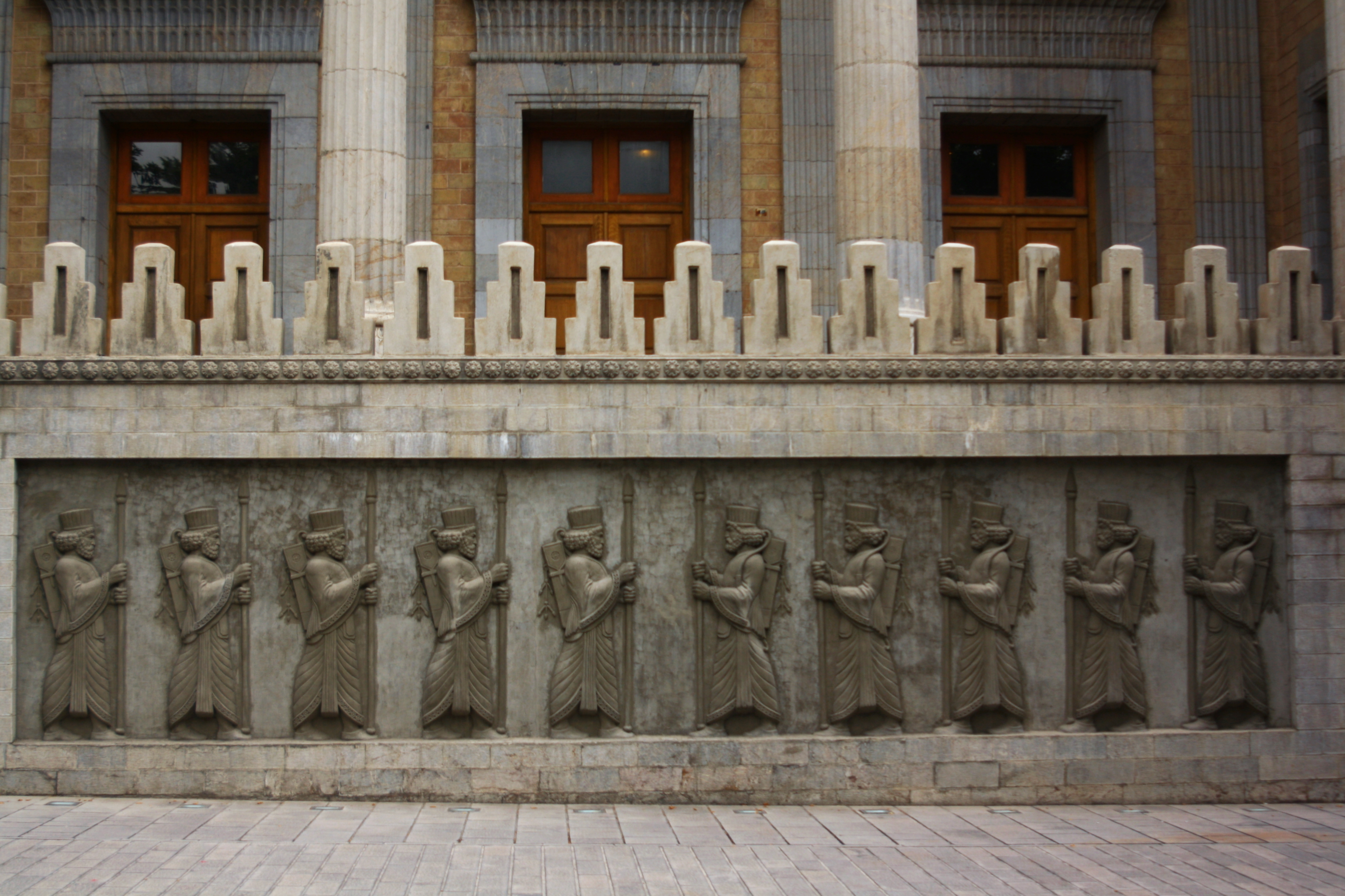
نقش برجسته‌های روی پلکان
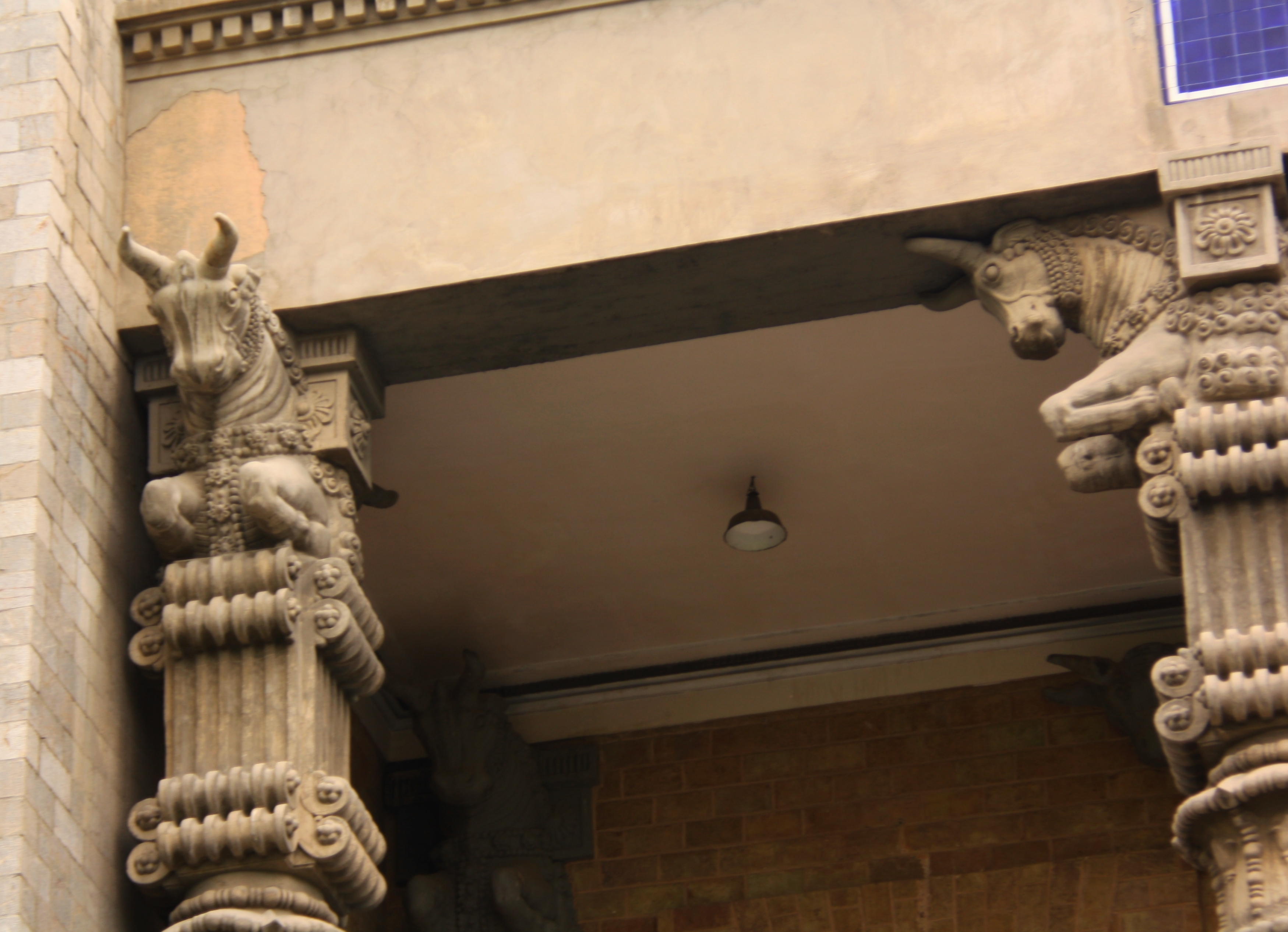
نمای نزدیک از سرستون‌ها
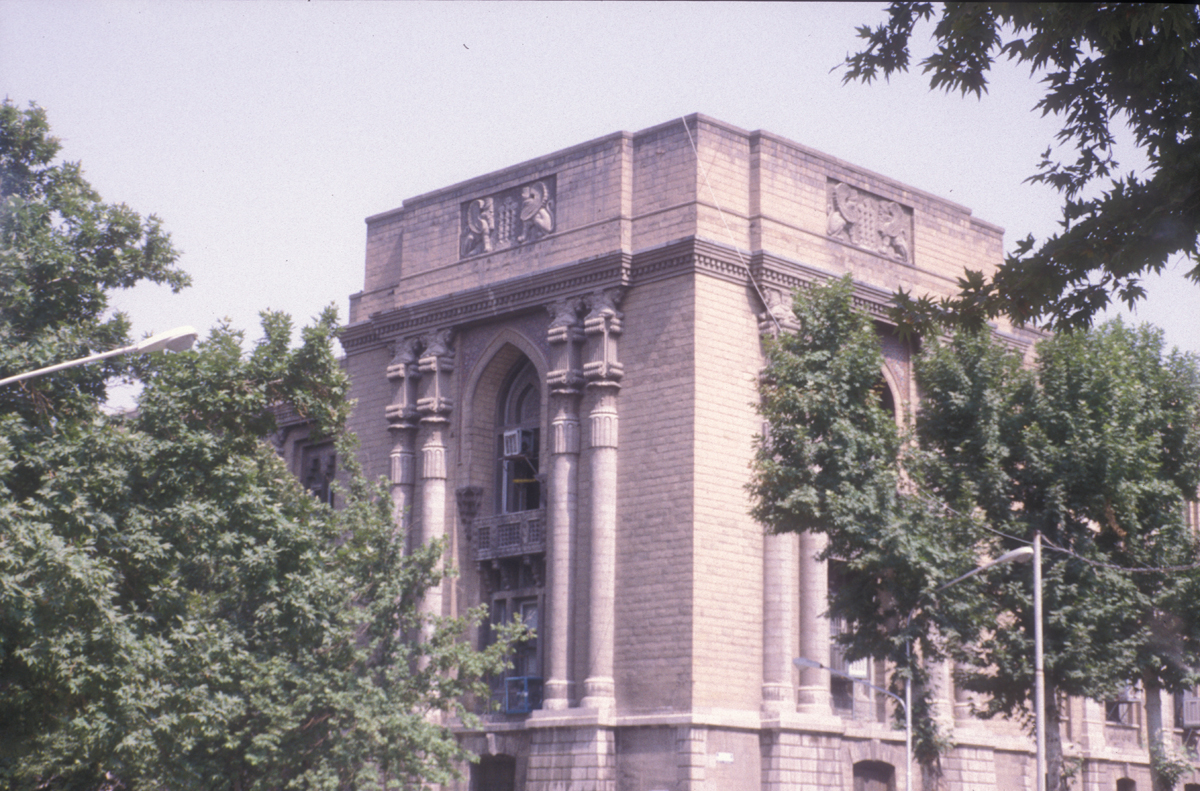
ضلع جنوب غربی کاخ شهربانی
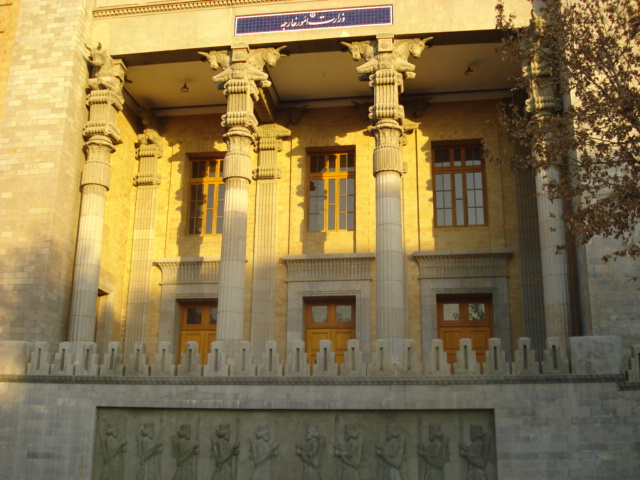
نمای نزدیک از ستون‌ها و تاق ورودی
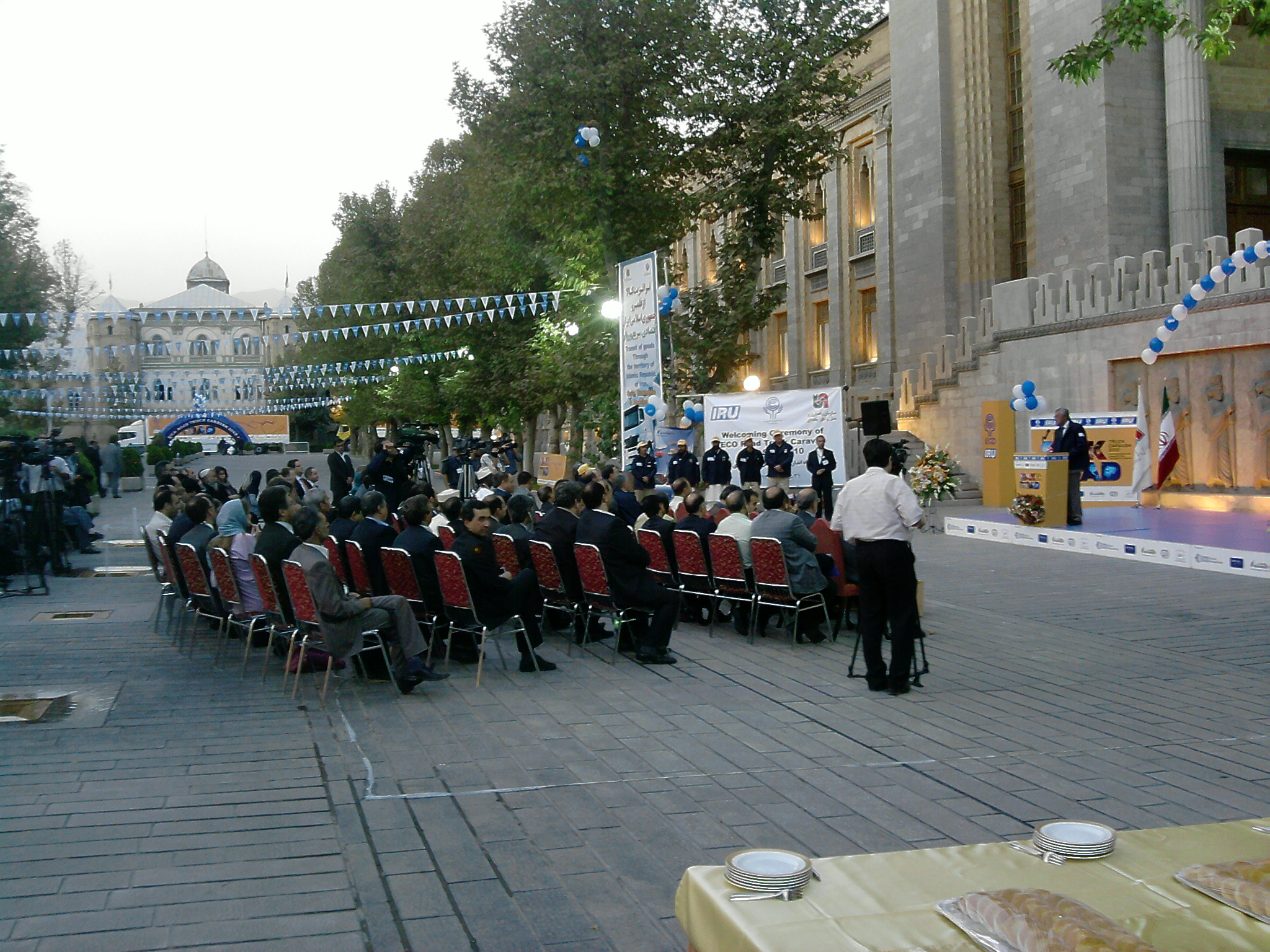
مراسمی روبروی کاخ شهربانی
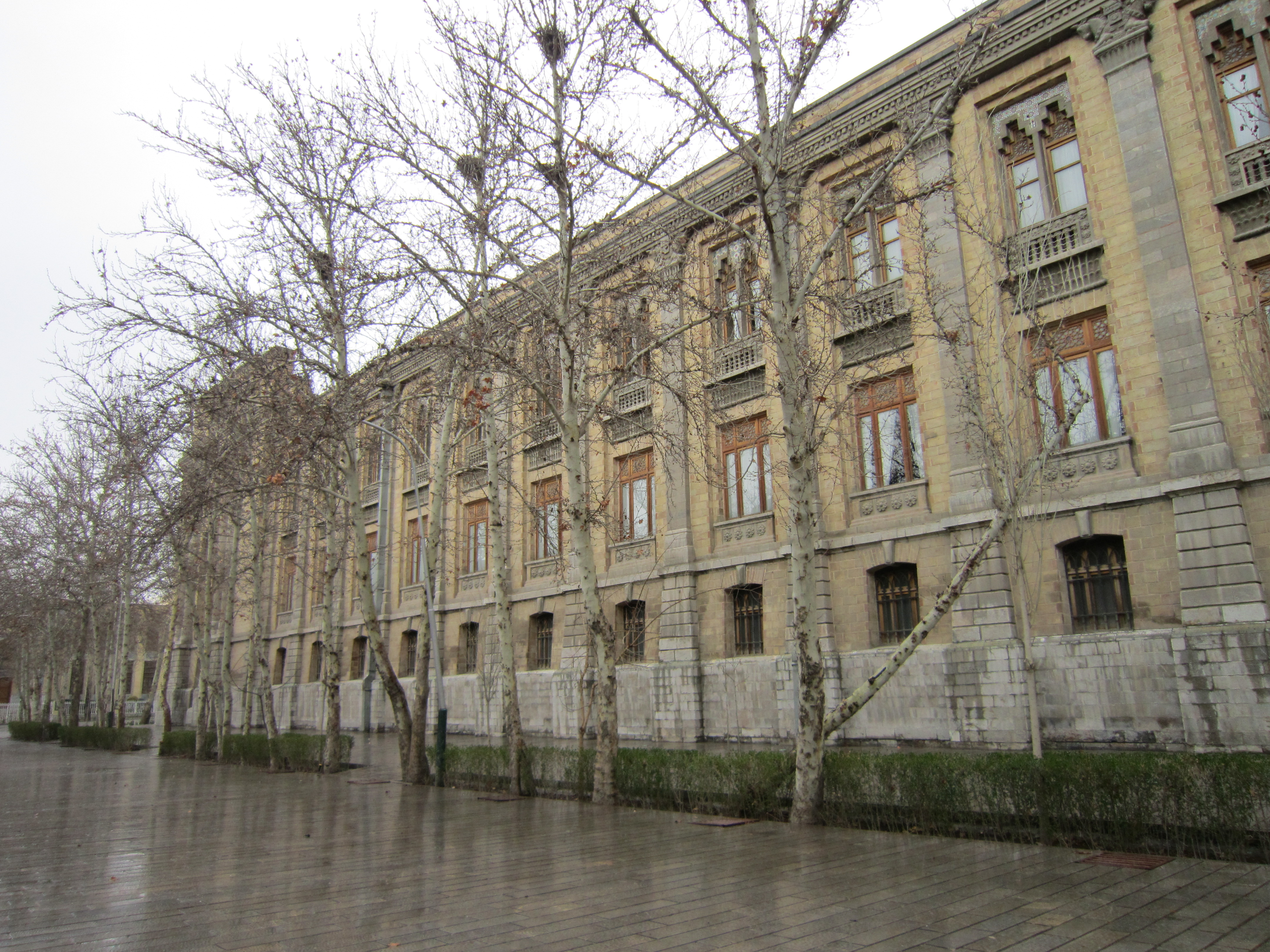
نمای سراسری ساختمان
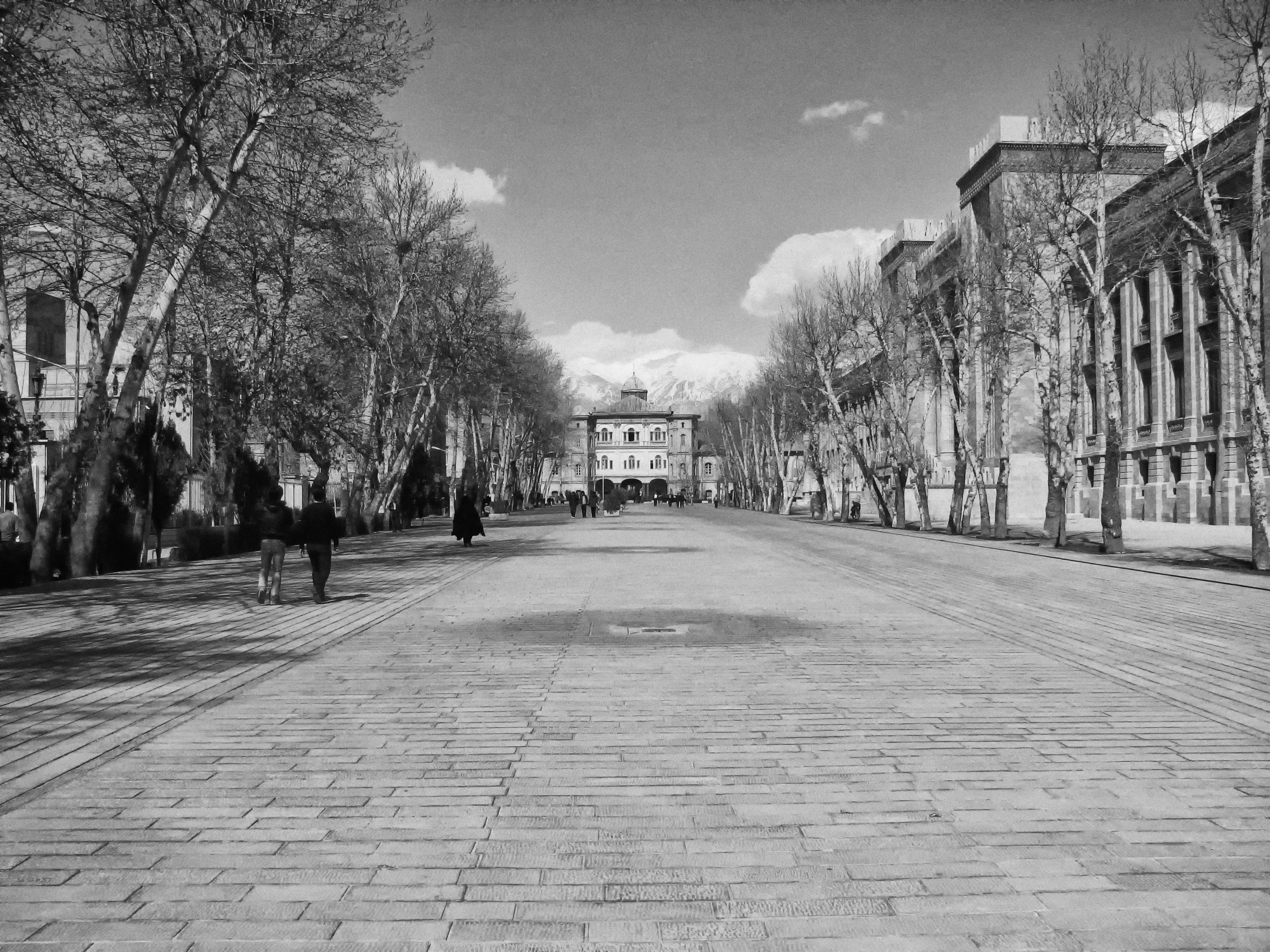
کاخ شهربانی در ضلع شرقی میدان مشق
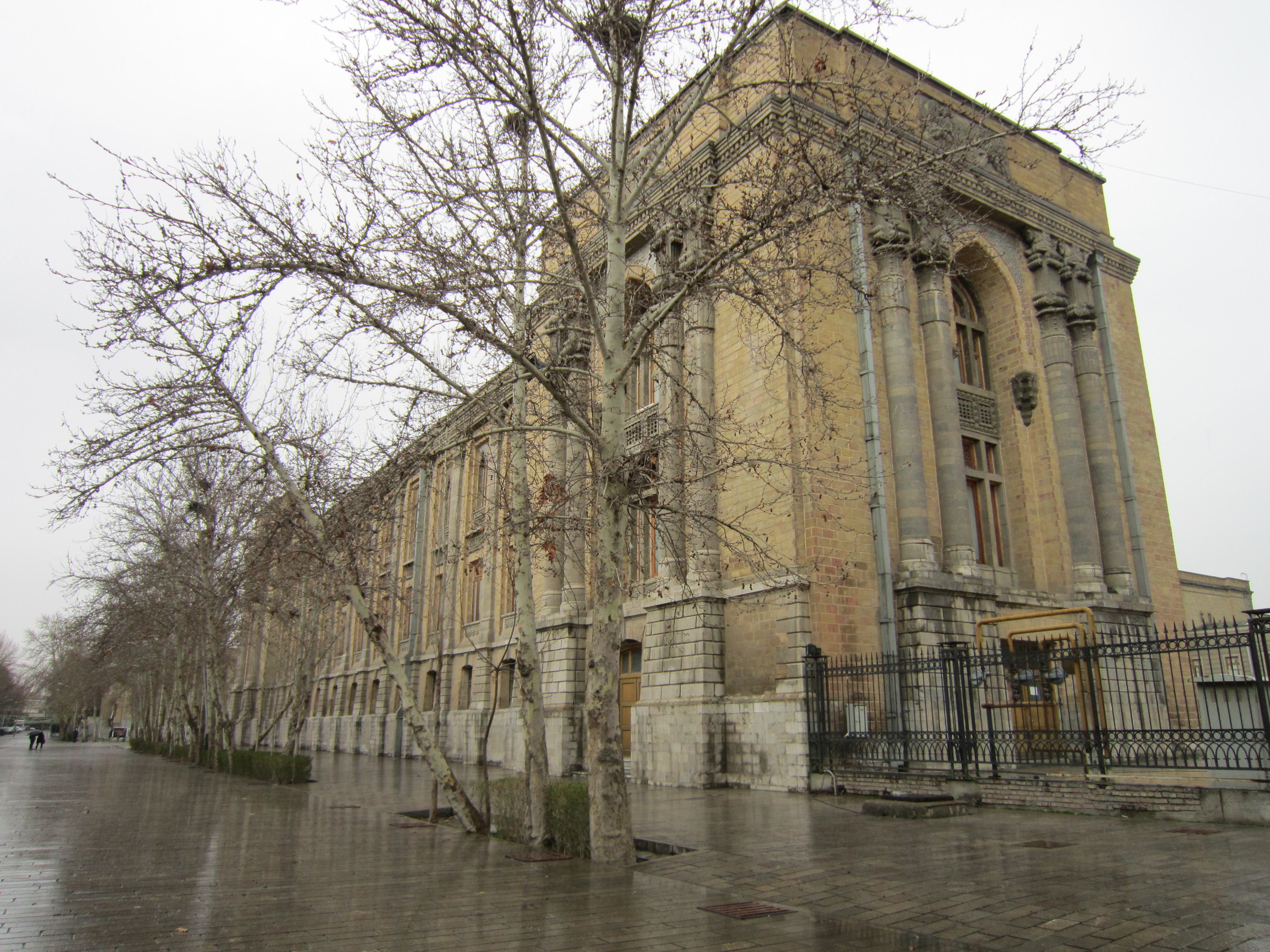
نمایی از ضلع جنوب‌غربی
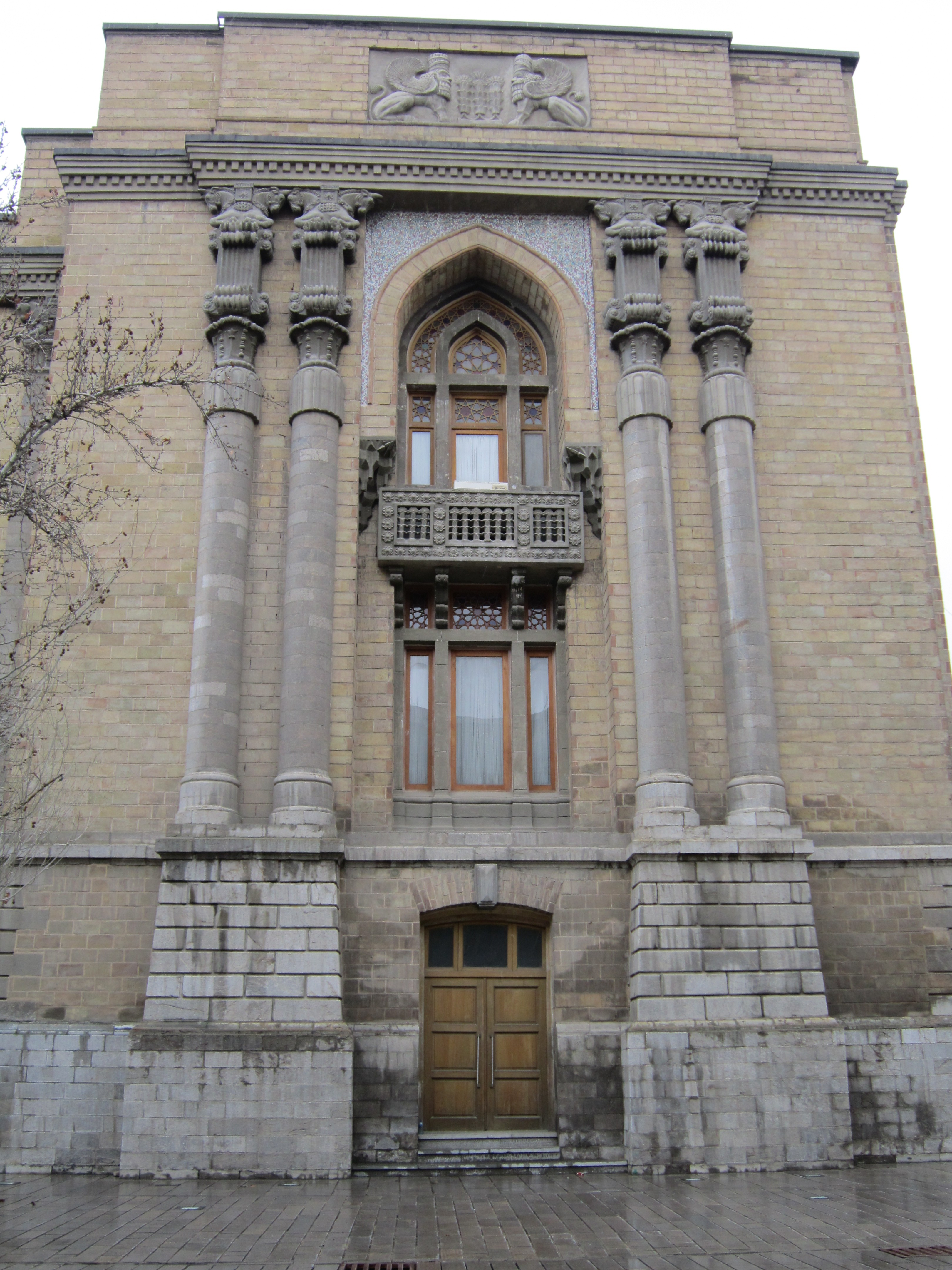
ضلع جنوبی